# Iowa Park
Iowa Park é uma cidade localizada no estado norte-americano do Texas, no Condado de Wichita.

## Demografia
Segundo o censo norte-americano de 2000, a sua população era de 6431 habitantes.
Em 2006, foi estimada uma população de 6142, um decréscimo de 289 (-4.5%).

## Geografia
De acordo com o United States Census Bureau tem uma área de
10,4 km², dos quais 9,4 km² cobertos por terra e 1,0 km² cobertos por água. Iowa Park localiza-se a aproximadamente 316 m acima do nível do mar.

## Localidades na vizinhança
O diagrama seguinte representa as localidades num raio de 20 km ao redor de Iowa Park.